# Platostoma madagascariense
Platostoma madagascariense là một loài thực vật có hoa trong họ Hoa môi. Loài này được George Bentham miêu tả khoa học đầu tiên năm 1832 dưới danh pháp Geniosporum madagascariense. Năm 1997  A. J. Paton & Hedge chuyển nó sang chi Platostoma.
Loài này là bản địa Madagascar.